# Saigjó
Saigjó Hóši (西行 法師, 1118 – 23. března 1190) byl slavný japonský mnich a básník z období pozdního Heian.

## Život a dílo
Narodil se jako Norikijo Sató ve šlechtické rodině v Kjótu. V mládí sloužil jako stráž bývalého císaře Toby, ale v roce 1140 se z neznámých příčin rozhodl opustit světský život a stát se mnichem, přičemž přijal náboženské jméno Eni (円位). Později přijal pseudonym Saigjó („západní cesta“), podle Západního ráje buddhy Amidy. Podstatnou část svého života strávil osamotě na místech jako Saga, Kója, Jošino a Ise, ale nejvíce je známý svými poetickými cestami po severním Honšú, kterými se později nechal inspirovat Bašó ve své Úzké cestě do vnitrozemí. Mezi hlavní sbírky jeho děl patří Sankašú a Šinkokinšú. Zemřel v chrámu Hirokawa v provincii Kawači (dnešní Ósaka) ve věku 72 let.